# Denevérsólyom
A denevérsólyom (Falco rufigularis) a madarak osztályának sólyomalakúak (Falconiformes) rendjéhez, azon belül  a sólyomfélék (Falconidae) családjához tartozó faj.

## Előfordulása
Őshazája Közép- és Dél-Amerika dzsungelei és pampái.

## Megjelenése
A tojó hossza 30,5 cm, míg a hímé 23 cm. Háta, feje és farka fekete. Hangja hasonlít a tarka vércséére (Falco sparverius) - ke-ke-ke.

## Életmódja
Denevéreket, más madarakat és rovarokat zsákmányol. Csapatosan repül. A fészkét faodvakba rakja. Fészekalja 2-3 barna tojásból áll.